# ニイハウ島

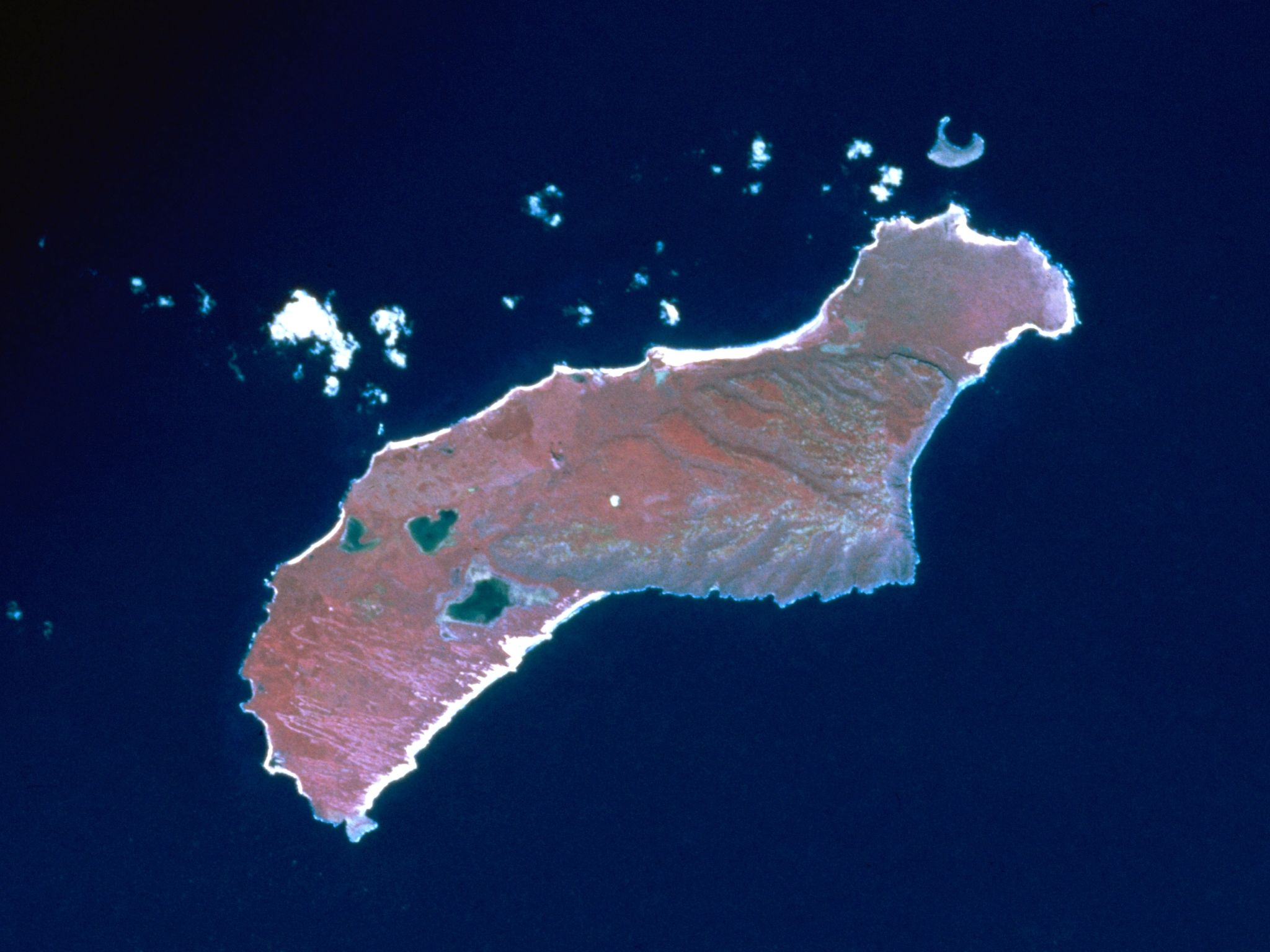
衛星写真

ニイハウ島（ハワイ語: ‘O Ni‘ihau）は、太平洋のハワイ諸島にある個人所有の島である。

## 地理
カウアイ島から南西27kmに位置する、ハワイ諸島の主要8島で最西端の島である。面積は179.9km2で、主要8島のうちで2番目に小さい。カウアイ島と並んで最も生成年代が古く、490万年前から活動した楯状火山であるが、すでに活動は終え、山体は東側に大規模な地すべりで崩壊している。最高峰は標高381mのパニアウ山（Mauna Pānīʻau ）。ハワイ州では島ごとに島の色及び花（またはレイの素材）を制定しており、ニイハウ島の色は白、島の花（レイの素材）はププ貝とされている。
島には、舗装された道路、自動車、商店、食堂、医師、警察、消防はない。

## 歴史
1778年にジェームズ・クックがハワイ諸島を訪れた際には、カウアイ島に上陸した後にこの島の西側に停泊して、物々交換で食料や塩、水を調達して北アメリカ大陸への航海を続けた。
1795年、カメハメハ1世によってハワイ王国が建国された後も、カウアイ島及びニイハウ島は首長カウムアリイ（Kaumualiʻi）の統治下にあったが、カウムアリイは1810年にハワイ王国に服属し、カウアイ島及びニイハウ島はハワイ王国の一部となった。
1864年、スコットランド人のエリザベス・シンクレア（Elizabeth Sinclair）夫人が、カメハメハ5世（在位1863年 - 1872年）から10,000ドルで、ニイハウ島を買い取った。現在もシンクレア夫人の末裔であるロビンソン家がニイハウ島を所有している。島民以外で島に出入りできるのは原則としてロビンソン家の親族とカウアイ郡の関係者だけで、一般人の出入りはヘリコプターによるツアーに限られている。
島ではかつて放牧や養蜂が行われていたが、牧場は1999年に閉鎖されている。
クックが島を訪れた1778年には約1万人が住んでいたとも伝えられているが、他の島への移住等により、1841年には約1,000人、1980年には226人と人口は急激に減少している。2010年国勢調査による人口は170人。牧場の閉鎖により雇用が失われたことも人口減少に拍車をかけている。実際に島に居住しているのは約70人にすぎず、夏季休暇の時期には30人を下回ることもあるという。

## 生活

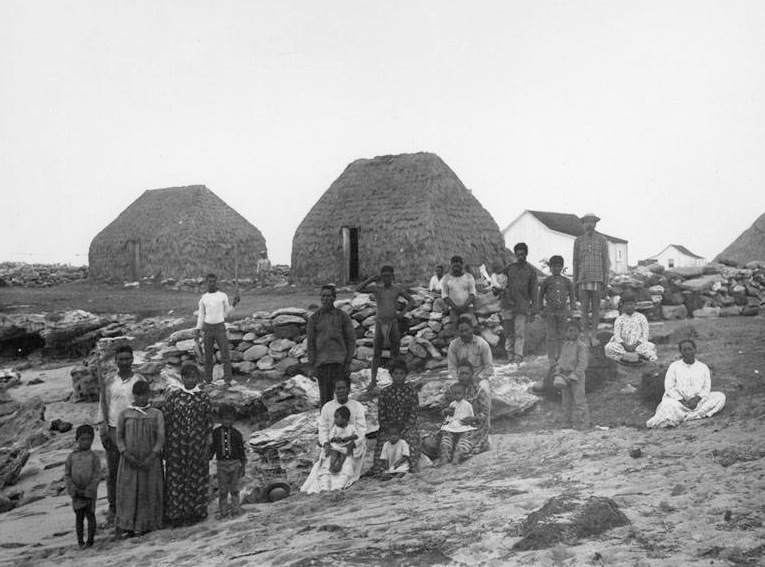
1885年に撮影されたニイハウ島民

ニイハウ島には、所有者であるロビンソン家や、中国、ポルトガル、日本からの移民の子孫も住んでいるが、住民のほとんどは純粋なハワイ人である。彼らはハワイ語のニイハウ方言を使用し、プウワイ（Puʻuwai）という村落で伝統文化を守った生活を送っているが、カウアイ島へ買い出しに出たり、他の島に移住している親類宅を訪問するなど、他の島との往来も自由に行われている。

## ニイハウ島事件
1941年（昭和16年）12月7日、真珠湾を攻撃した日本海軍の零戦のうち1機がエンジントラブルのためニイハウ島に不時着した。操縦士の西開地重徳一飛曹は、一旦は日系アメリカ人2世の原田義男に救助され匿われたものの、住民に地図や拳銃を奪われ、取り戻すために戦ったのち、西開地は殺害され原田は自殺した。なお、島民にも負傷者が出た。